# NGC 5724
NGC 5724 é uma galáxia  localizada na direcção da constelação de Boötes. Possui uma declinação de +46° 41' 32" e uma ascensão recta de 14 horas, 39 minutos e 02,0 segundos.
A galáxia NGC 5724 foi descoberta em 16 de Abril de 1855 por William Parsons.